# Alexis Trouillet
Alexis Trouillet, né le 23 décembre 2000 à Saint-Priest-en-Jarez en France, est un footballeur français qui évolue au poste de milieu central au Rodez Aveyron Football.

## Biographie

### En club
Né à Saint-Priest-en-Jarez en France, Alexis Trouillet est formé par le Stade rennais FC mais il n'a jamais sa chance avec l'équipe première du club. Il rejoint alors l'OGC Nice le 31 janvier 2020 et signe un contrat de quatre ans et demi.
C'est avec ce club qu'il commence sa carrière professionnelle, jouant son premier match le 29 août 2020, lors d'une rencontre de championnat face au RC Strasbourg. Il entre en jeu à la place de Khéphren Thuram et son équipe s'impose par deux buts à zéro.
Le 30 août 2021, Alexis Trouillet est prêté par l'OGC Nice à l'AJ Auxerre pour une saison, sans option d'achat.
Avec l'AJA il participe à la montée du club en première division, les Auxerrois sortant vainqueurs du match de barrage face à l'AS Saint-Étienne le 29 mai 2022.
Le 15 septembre 2022, Alexis Trouillet prend la direction de la Grèce afin de s'engager en faveur du Panathinaïkos, l'un des plus importants clubs du pays. Il signe un contrat de trois ans, soit jusqu'en juin 2025,.
Le 16 octobre 2022, il joue son premier match pour le Panathinaïkos, lors d'une rencontre de championnat face au PAS Lamía, remporté par son équipe sur le score de deux buts à zéro. Trouillet se blesse cependant gravement ce jour-là, victime d'une déchirure du ligament croisé du genou gauche, il est éloigné des terrains pour de longs mois et ne rejoue pas de la saison.
Le 17 juillet 2023, Trouillet est prêté pour une saison au Volos FC. Trouillet marque son premier et unique but pour Volos le 24 septembre 2023 face à l'Asteras Tripolis, en championnat. Buteur sur penalty, il ne peut empêcher la défaite de son équipe (1-2 score final).
Lors du dernier jour du mercato hivernal, le 3 février 2025, il s'engage en faveur du Rodez AF jusqu'en 2027.

### En sélection
Alexis Trouillet est sélectionné avec l'équipe de France des moins de 18 ans, jouant un total de quatre matchs avec cette sélection entre 2017 et 2018.

### Style de jeu
Alexis Trouillet est un milieu de terrain relayeur, capable également d'évoluer au poste de milieu offensif dans un rôle de "numéro 10". Il est décrit comme un joueur habile techniquement avec une bonne qualité de passes capable de casser les lignes.